# Allodiopsis exogitata
Allodiopsis exogitata är en tvåvingeart som först beskrevs av Dziedzicki 1910.  Allodiopsis exogitata ingår i släktet Allodiopsis och familjen svampmyggor. Inga underarter finns listade i Catalogue of Life.